# 直接侵略
直接侵略（ちょくせつしんりゃく、英: Direct aggression, Direct invasion）は、軍事学では国家による正規の軍事力を用いた先制攻撃をいう。

## 概要
直接侵略は国家が正規の軍隊を以って攻撃し、国境を越えてその領域に侵攻し、敵軍を攻撃、最終的には占領などによって陸上権を獲得することである。占領が長期間に及ばずとも、封鎖、破壊、略奪、拉致といった方法で、他国の主権を蹂躙する侵略行為もある。
直接侵略は軍事政策を示す概念であり、作戦的には攻勢作戦、戦術的には攻撃と呼称する。侵略の主体は政府とその軍隊である。軍事的に侵略はその対応関係において防衛よりも時間的・場所的・手段的な主導権を獲得し、特に第一撃においては先制攻撃の効果から確実に敵の損害が見込めると考えられている。ただし、侵略は基本的にその戦力の磨耗が激しい活動であるほか、地理的環境に侵攻が妨げられる場合もある。さらに、兵站線の延長が避けられないためにしばしば国家兵站を圧迫する。
また、限定した政治目的に基づいた小規模な軍事力で限定戦争を行い、短期間のうちに既成事実を作ろうとする形態の侵略は限定的小規模侵略 (Limiter and small-scale aggression) と呼ばれ、直接侵略の一種であると考えられる。

## 方式
直接侵略の方式には核攻撃、在来型侵略、非在来型侵略の3種類がある。
- 核攻撃は政経中枢や部隊集結地点に対する戦略核兵器を用いた戦略的核攻撃と、一定の作戦地域における戦術核兵器を用いた戦術的核攻撃に分類される。
- 在来型侵略には陸上戦力による砲撃・地上攻撃・空挺攻撃・ヘリボーン攻撃・上陸攻撃、海上戦力による対海岸砲撃・封鎖・対艦攻撃・対潜攻撃、航空戦力による戦略攻撃・戦術攻撃があるとされている。
- 非在来型侵略としては、隠密行動による侵入、ゲリラ・コマンド攻撃が考えられている。

## 内容

### 戦力投射
戦力投射 (Force projection) とは軍事作戦において、速やかに警戒、機動、展開し、引き続き作戦することであり、直接侵略を行う上でこの戦力投射能力 (Capacity of force projection) が不可欠となる。戦力投射は作戦地域に作戦部隊を投入することだけでなく、これを支援するための後方部隊の展開をも含めるものである。戦力投射段階は同時並列的に戦闘部隊、戦闘支援部隊、後方支援部隊が運用されるために、極めて複雑な運用計画が求められる局面となる。

### 侵攻・攻撃
侵略は作戦的な観点から観察すれば、攻勢作戦 (Offensive operations) であり、その戦術的な内容は侵攻 (Invasion) と攻撃 (Attack) である。侵攻とは敵国の国境を越えて敵地へ侵入し、また行軍によって中心地に向かって進むことを志向することである。攻撃は応急攻撃と周密攻撃に区分され、防御を行う敵部隊に対してこれを撃破（ある敵戦力の戦闘力を一時的に交戦不能にするまで減衰させること）、撃滅（敵戦力の戦闘力を完全に交戦不能にするまで減衰させること）、無力化することを目的として、積極的・能動的・主体的に機動し、打撃力を発揮することである。攻撃によって敵部隊を排除し、空軍力によって航空優勢を獲得し、海軍力によって制海権を確保し、陸軍力によって地上権を掌握することになる。

### 占領
侵略によって敵戦力を排除して敵国の領域を占領することに成功すれば、その地域は自国の権力を発揮できる。陸地を基本的な生息地とする人間にとって、また多用かつ複雑な経済活動を営む人間社会にとって土地は生活の基盤であり、各種資源を持つほか、資本でもある。さらに、政治的には国家の条件の一つであり、かつ国家の権力・権威の表象である。軍事的に占領した地域においては、まず軍事組織による占領行政が行われ、治安維持などの基本的な公共政策が行われる。